# Isabelle Durant
Pour les articles homonymes, voir Durant.
Ne doit pas être confondu avec Isabel Durant.
 (novembre 2015).
Si vous disposez d'ouvrages ou d'articles de référence ou si vous connaissez des sites web de qualité traitant du thème abordé ici, merci de compléter l'article en donnant les références utiles à sa vérifiabilité et en les liant à la section « Notes et références ».
Isabelle Durant, née le 4 septembre 1954 à Bruxelles, est une femme politique belge. Membre du parti Ecolo qu'elle dirigea à deux reprises, elle est sénatrice et Vice-Première ministre fédérale en Belgique. Elle est vice-présidente du Parlement européen pendant la 7e législature du Parlement européen et cofondatrice du Groupe Spinelli défendant une Europe Fédérale. Elle est ensuite élue au Parlement de la Région de Bruxelles-Capitale, qu'elle quitte en 2017 lorsqu'elle devient secrétaire générale adjointe de la Conférence des Nations unies sur le Commerce et le Développement, basée à Genève.

## Biographie

### Vie privée
Isabelle Durant est mariée à Jean-Claude Willame et mère de trois enfants.

### Formation et parcours professionnel
Infirmière graduée, Isabelle Durant obtient ensuite une licence universitaire en politique économique et sociale à l'Université catholique de Louvain. Elle exerce dans l'enseignement professionnel à Bruxelles et dans le développement social de quartier en quartier multiculturel avant d'entrer en politique active. 
Isabelle Durant entame sa carrière politique en 1991 au Parlement de la région de Bruxelles-Capitale. Elle exerce la fonction de Secrétaire fédérale et porte-parole d’Ecolo (Parti vert francophone belge) avec Jacky Morael entre 1994 et 1999.
En 1999, elle devient Vice-première ministre et ministre de la Mobilité et des Transports dans le gouvernement Verhofstadt I. C'est une première expérience gouvernementale au niveau fédéral pour les écologistes, en coalition avec des libéraux et des socialistes (on parle de Coalition arc-en-ciel). Elle est chargée de dossiers complexes tels la transposition en droit belge de la libéralisation du fret ferroviaire, la réforme de l'entreprise ferroviaire belge (SNCB), la sécurité routière, et le dossier épineux de la répartition des vols au départ de l'aéroport de Bruxelles-National et singulièrement du survol de Bruxelles qui aboutit à une crise politique en mai 2003. En tant que Vice-Première Ministre, elle participe à l'élaboration de toutes les décisions du gouvernement fédéral. Elle contribue de près à la présidence belge de l'Union européenne, dans le secteur du transport, marqué entre autres par les attentats du 11 septembre 2001, mais aussi dans la préparation de la déclaration de Laeken et de la Convention pour l'Europe qui s'ensuit. 
En 2004 et jusque 2009, elle est à nouveau Secrétaire fédérale et porte-parole d’Ecolo, cette fois en compagnie de Jean-Michel Javaux (le terme « co-président » remplace  celui de « secrétaire fédéral » en 2007 dans les statuts d’Ecolo).
Entre 2003 et 2009, elle siège au Sénat. En juin 2009, elle est élue députée européenne et Vice-présidente du Parlement européen. Elle est active dans les commissions budget et transport, au sein de l'Assemblée Parlementaire Union pour la Méditerranée et UE/ACP. En tant que vice-présidente, elle est chargée, outre les relations avec les autorités belges, de l'agora citoyenne du Parlement européen et son Prix LUX de cinéma. En juin 2004, elle est élue députée à la Région de Bruxelles-Capitale. 
Elle est par ailleurs élue locale de la commune de Schaerbeek, à Bruxelles, depuis 2006, commune dirigée depuis 2000 par une coalition Liste du Bourgmestre/Verts à laquelle s'est jointe le cdH depuis 2012.
Le 9 juin 2017, elle annonce qu'elle deviendra secrétaire générale adjointe de la Conférence des Nations unies sur le commerce et le développement (CNUCED), dès septembre. Elle quitte ainsi la politique et ses mandats en Belgique.
Le 16 février 2021, Isabelle Durant remplace Mukhisa Kituyi à la tête de l'organisation, devenant secrétaire générale par intérim jusqu'en juin de la même année.

### Carrière politique
- Députée de la Région de Bruxelles-Capitale depuis le 25 mai 2014
- 2009-2014 : Députée européenne et vice-présidente du Parlement européen:
  - Missions diplomatiques (Présidence de la mission parlementaire « Task-Force EU-Myanmar », Présidence de la visite officielle à Haïti)
  - Délégations diplomatiques du Parlement (Union pour la Méditerranée, Afrique-Caraïbes-Pacifique, Iran, Israël)
  - Membre de la Commission du Budget (Cadre financier pluriannuel, Taxe sur les transactions financières…)
  - Membre de la Commission des Affaires constitutionnelles (Initiative citoyenne européenne…)
  - Membre de la Commission des Transports (Paquets ferroviaires, Livre blanc sur l’avenir des transports…)
  - Chargée, en tant que vice-présidente, de la citoyenneté (Agora citoyenne), des relations avec la Belgique, de la gestion environnementale du Parlement (certification EMAS) et des relations avec les groupes d'intérêts (Registre de la Transparence)
- Depuis 2006 : Conseillère communale (Schaerbeek, Belgique)
- Depuis 2013 : Vice-présidente de l’Union des fédéralistes européens (UEF)
- 2010 : Isabelle Durant cofonde le Groupe Spinelli au Parlement européen avec Sylvie Goulard, Guy Verhofstadt et Daniel Cohn-Bendit. Ce groupe est une initiative pro-européenne destinée à relancer la recherche d'un fédéralisme au sein de l'Union Européenne[4]. Il regroupe des personnalités telles que Jacques Delors, Mario Monti, Joschka Fischer, Pat Cox, Élie Barnavi, Elmar Brok et Andrew Duff.
- 2007-2009 : réélue coprésidente d'Ecolo et duo avec Jean-Michel Javaux (le terme « coprésident » remplace désormais celui de « secrétaire fédéral » dans les statuts d'Ecolo)
- 2003-2009 : Sénatrice
- 2004-2007 : à nouveau secrétaire fédérale et porte-parole d'Ecolo, cette fois en compagnie de Jean-Michel Javaux et Claude Brouir et en remplacement d'Évelyne Huytebroeck devenue ministre du gouvernement de la région de Bruxelles-Capitale
- 1999-2003 : vice-première ministre et ministre de la Mobilité et des Transports dans le gouvernement Verhofstadt I
- 1994-1999 : secrétaire fédérale et porte-parole d'Ecolo (avec Jacky Morael et Daniel Josse, puis Jacky Morael et Jean-Luc Roland)

## Publications choisies
- Isabelle Durant, À Ciel Ouvert, Éditions Luc Pire, 2003, 144 p.
- Isabelle Durant & Gesine Schwan, Hymne pour une Europe insoumise – Les citoyens à la manœuvre, Éditions Luc Pire, 2013, 218 p.

## Décorations
- Grand officier de l'ordre de Léopold, au titre de « vice-présidente au Parlement européen » (26 mai 2014)[5].